# Josep Picó
Josep Picó Lladó, född 12 april 1964 i Sabadell, är en spansk vattenpolospelare. Han ingick i Spaniens landslag vid olympiska sommarspelen 1992.
Picó tog OS-silver i den olympiska vattenpoloturneringen i Barcelona. Han spelade fyra matcher i turneringen och gjorde två mål.